# Eparchia św. Mikołaja w Ruskim Krsturze
Eparchia św. Mikołaja w Ruskim Krsturze – eparchia Kościoła greckokatolickiego w Serbii. Powstała w roku 2003 na terenie Serbii i Czarnogóry jako egzarchat apostolski. W 2013 wyłączono spod jego jurysdykcji grekokatolików z Czarnogóry, podporządkowując ich tamtejszej hierarchii łacińskiej. Pierwszym ordynariuszem został biskup Đura Džudžar. W 2018 egzarchat podniesiono do rangi eparchii nadając mu obecną nazwę.